# Jim Lanigan
 (septembre 2019).
Pour les articles homonymes, voir Lanigan.
Jim Lanigan, né le 30 janvier 1902 et mort le 9 avril 1983, est un bassiste et tubiste de jazz américain.

## Biographie
Lanigan apprend le piano et le violon dans son enfance et joue du piano et de la batterie dans les Blue Friars du lycée d'Austin avant de se spécialiser dans la basse et le tuba. 
Il fait partie du groupe Austin High Gang et joue avec Husk O'Hare (1925), les Blue Blowers de Mound City, Art Kassel (1926-1927), les Chicago Rhythm Kings et les Jungle Kings.
De 1927 à 1931, il joue avec Ted Fio Rito et travaille dans des orchestres de radio, notamment NBC Chicago. Il a joué comme animateur dans les années 1930 et 1940 avec Jimmy McPartland (1939), les Jungle Kings de Bud Jacobson (1945), Bud Freeman (1946) et Danny Alvin (1950), mais a commencé à se concentrer davantage sur la musique en dehors du jazz. Il a joué avec le Chicago Symphony Orchestra de 1937 à 1948 et a effectué de nombreux travaux en tant que musicien de studio.
Lanigan n'a jamais enregistré de live en tant que leader. Il a joué dans des concerts de retrouvailles pour le Austin High Gang presque jusqu'à sa mort.